# Примсково
Примсково (словен. Primskovo) — поселення в общині Шмартно-при-Літії, Осреднєсловенський регіон, Словенія. 
Висота над рівнем моря: 321,2 м.